# Ioan Borcea
Ioan Borcea (n. 13 ianuarie 1879, comuna Buhoci, județul Bacău – d. 30 iulie 1936, comuna Agigea, județul Constanța) a fost un zoolog român, membru corespondent al Academiei Române, specialist în fauna Mării Negre, care și-a dedicat viața cunoașterii ecosistemelor marine, fiind de asemenea, fondatorul oceanografiei românești și a Stațiunii de Cercetări Maritime de la Agigea.

## Biografie
Ioan Borcea a început cursurile liceale la Liceul Național din Iași si le-a terminat în 1897 la Liceul Internat ca șef de promoție. A urmat apoi cursurile Facultății de Științe, Secția de Științe Naturale, a Universității din Iași. În anul 1900 a fost preparator, conferențiar în 1906, și apoi, începând din anul 1912 și până în 1936, profesor la Universitatea din Iași.
Începând cu anul 1901, ca bursier al Fondului „Vasile Adamachi”, și-a continuat studiile în Franța, la Universitatea Sorbona din Paris, Facultatea de Științe ale Naturii, obținând licența în 1903 și doctoratul în 1905 cu teza Recherches sur le system uro-genital des Elasmobranches.
Ioan Borcea a fost membru corespondent al Academiei Române în 1919, membru fondator al Academiei de Științe din România în anul 1935 și al unor societăți de științe din țară și străinătate. A fost, de asemenea, Decan al Facultății de Științe a Universității din Iași, director al Muzeului de Istorie Naturală din Iași (1912-1936) și fondator, în 1926, al Stațiunii Zoologice Marine de la Agigea al cărei director a fost între anii 1926-1936. Profesorul Borcea a fost ministru al Cultelor și Instrucțiunii Publice în perioada 1919-1920, dar și ministru ad-interim al Industriei și Comerțului, din partea Partidului Țărănesc. În 1936 a fost numit Doctor honoris causa al Universității din Montpellier, Franța.
Ion Borcea a fost de asemenea demnitar al Lojii Dimitrie Cantemir din Iași, pe care a reprezentat-o la ședința solemnă de la Iași a Francmasoneriei Române Unite.
Casa Memorială „Ion Borcea” este situată în comuna Racova din județul Bacău.